# (1147) Stavropolis
(1147) Stavropolis – planetoida z pasa głównego asteroid okrążająca Słońce w ciągu 3 lat i 155 dni w średniej odległości 2,27 au. Została odkryta 11 czerwca 1929 roku przez Grigorija Nieujmina w Obserwatorium Simejiz na górze Koszka na Półwyspie Krymskim. Nazwa planetoidy pochodzi od Stawropola, miasta w Rosji. Przed nadaniem nazwy planetoida nosiła oznaczenie tymczasowe (1147) 1929 LF.